# Tibouchina manicata
Tibouchina manicata är en tvåhjärtbladig växtart som beskrevs av Célestin Alfred Cogniaux. Tibouchina manicata ingår i släktet Tibouchina och familjen Melastomataceae. Inga underarter finns listade i Catalogue of Life.